# Résolution 144 du Conseil de sécurité des Nations unies
Membres permanents
- Chine (Taïwan)
- États-Unis
- France
- Royaume-Uni
- URSS

Membres non permanents
- Argentine
- Sri Lanka
- Équateur
- Italie
- Pologne
- Tunisie

Résolution no 143 Résolution no 145
La Résolution 144  est une résolution du Conseil de sécurité des Nations unies adoptée le 19 juillet 1960, dans sa 876e séance, en reconnaissant que la situation existante entre Cuba et les États-Unis est de plus en plus tendue, mais aussi qu'il a fait l'objet d'un débat à l'intérieur de l'Organisation des États américains, le Conseil décide de retarder l'action sur la question jusqu'à la réception un rapport de l'OEA. 
Le Conseil a exhorté tous les autres États à s'abstenir de toute action qui pourrait accroître les tensions existantes entre les deux nations.

## Vote
La résolution a été adoptée par 9 voix.

La Pologne et l'Union des républiques socialistes soviétiques se sont abstenus. 

## Texte
- Résolution 144 Sur fr.wikisource.org
- Résolution 144 Sur en.wikisource.org